# Београд кроз кључаонице 100 кућа
Београд кроз кључаонице 100 кућа је дело које је написао Ненад Новак Стефановић, први пут објављено 2013. године у издавачкој кићи "Академија". Поновљено издање је штампала издавачка кућа "Лагуна" 2019. године. Књига је скуп прича о 100 кућа Београда и својеврстан водич кроз архитектуру града.

## О аутору
Ненад Новак Стефановић је рођен у Београду 1961. године. Књиге су му превођене на енглески и немачки језик. Осим писања Стефановић се бави и другим пословима. Био је уредник у редакцији Српски Who is Who 2011–2013, коаутор документарног ТВ серијала Пети октобар – последња револуција у Европи, главни уредник магазина Дуга и Круг.

## О делу
Аутор је књигу започео речима Борислава Пекића где о кућама каже:
| „ | Куће су као људи. Не можеш предвидети шта ће ти пружити док их не искушаш, у душу им проникнеш под кожу зађеш. | ” |

Књига Београд кроз кључаонице 100 кућа се може посматрати и као водич кроз несвакидашње разгледање Београда. Кроз историју сто београдских здања аутор је дао панораму града. Из књиге можемо да сазнамо мало познате чињенице о грађевинама поред којих се свакодневно пролази. Шетња кроз Београд на тај начин постаје незаборавно искуство.
Аутор у уводу књиге каже да је избор 100 кућа као антологија од 100 песама једне националне књижевности, и да је то на крају лични избор. Руководио се са тиме да из сваког историјског периода изабере здање које га најбоље представља. И да оно постоји и данас.
Под појмом кућа подразумевао је све грађевине у које се увлачимо и чији живот истражујемо. Куће су описане, тј. поређане по азбучном реду, по називима улица у којима се налазе. Број 100 - зато што је округао, звучи богато и не тражи додатак.

### 100 кућа Београда
У књизи је описано 100 кућа, здања Београда:
1. Меморијални комплекс незнаном јунаку на Авали
2. Нови двор
3. Италијанска амбасада
4. Први српски кабаре и касније биоскоп Балкан
5. Прва српска фабрика хартије Милана Вапе
6. БИГЗ
7. Кућа Арчибалда Рајса
8. Ординација доктора Душана Стојимировића
9. СИВ
10. ЦК
11. Хотел Југославија
12. Салон аутомобила Фиат
13. Колеџ краља Александра
14. Кућа краља Петра
15. Класна лутрија
16. Задужбина Ђоке Влајковића
17. Опсерваторија на Звездари
18. Турска кућа – Музеј Вука и Доситеја
19. Џокеј клуб
20. Кућа Цинцарина Ђорђа Вуча
21. Кућа Чеха Рихарда Шкарке
22. Кућа Стевана Стојановића Мокрањца
23. Лотос бар и пентхаус првог београдског плејбоја
24. Дом Јована Цвијића
25. Црква Ружица
26. Капела Свете Петке
27. Град деспота Стефана Лазаревића
28. Сахат капија
29. Чесма Мехмед-паше Соколовића
30. Архив Србије
31. Палата Албанија
32. Палата Зора
33. Задужбина Николе Спасића
34. САНУ
35. Робна кућа Митић
36. Зграда породице Димитријевић
37. Добровићев Генералштаб
38. Докторова кула – прва психијатрија у Србији
39. Кућа Михаила Петровића Аласа
40. Кућа краља чоколаде Шонде
41. Породична зграда индустријалца и градоначелника Милоша Савчића
42. Вукова задужбина
43. Палата Деванха
44. Официрски дом
45. Кућа Душана Макавејева
46. Медитеранео стил Милана Злоковића
47. Кафана ?
48. Народна банка
49. Робни магазин у стилу арт нуво и сецесије
50. Кућа и радња Јеврејина Левија
51. Кућа са зеленим плочицама
52. Кућа Луке Ћеловића
53. Стамбена вила градске елите
54. Храм Светог Саве
55. Први социјални стан београдске модерне
56. Језуитски манастир
57. Кућа Јована Смедеревца
58. Павиљон Цвијета Зузорић
59. Масонска ложа Али Коч
60. Официрска задруга – Клуз
61. Сава центар
62. Музеј 25. мај
63. Кућа цвећа
64. Еуридика на Врачару
65. Генексове куле
66. Друштво за улепшавање Врачара
67. Кућа пуковника Елезовића
68. Министарска зграда
69. Руски цар
70. Француска амбасада
71. Кућа вицегувернера и фотографа Марка Стојановића
72. Манастир Раковица
73. Конак кнеза Милоша
74. Железничка станица
75. Црква Светог Марка  (Упокојење Александра и Драге Обреновић)
76. Прва зграда с подземном гаражом
77. Дом Јеврема Грујића
78. Атеље и стан Уроша Предића
79. Народна библиотека
80. Старо сајмиште
81. Капетан Мишино здање
82. Зграда берзе
83. Главна пошта
84. Хотел Москва
85. Зграда бечког осигурања Анкер
86. Игуманова палата
87. Крсмановићева кућа у којој је створена Југославија
88. Смедеревска банка
89. Биоскоп Звезда
90. Грађанска кућа на Врачару
91. Дом синдиката
92. Дом Народне скупштине
93. Народни музеј
94. Резиденција америчког амбасадора
95. Кућа првог директора полиције Цветка Рајовића
96. Народно позориште
97. Кућа Милана Пироћанца
98. Кућа Николе Пашића
99. Војни храм архангела Гаврила
100. Најстарија стамбена кућа у Београду